# Dusona melanator
Dusona melanator är en stekelart som beskrevs av Hinz 1985. Dusona melanator ingår i släktet Dusona och familjen brokparasitsteklar. Inga underarter finns listade i Catalogue of Life.